# Sân bay đảo Man
Sân bay đảo Man (mã sân bay IATA: IOM, mã sân bay ICAO: EGNS), cũng được gọi là sân bay Ronaldsway và trong tiếng Man, Purt Aer Vannin, là sân bay dân sự chính trên đảo Man. Nó nằm ở phía nam của hòn đảo tại Ronaldsway gần Castletown, 6 NM (11 km; 6,9 mi) tây nam của Douglas,, của thủ phủ đảo. Cùng với cảng biển đảo Man, nó là một trong hai cửa ngõ chính để đảo. Sân bay có các tuyến bay thường lệ đến Vương quốc Anh, Cộng hòa Ireland và quần đảo Channel. Năm 2011, sân bay phục vụ 701.847 lượt khách.